# The Only Road (film)
The Only Road er en amerikansk stumfilm fra 1918 af Frank Reicher.

## Medvirkende
- Viola Dana - Nita
- Casson Ferguson - Bob Armstrong
- Edythe Chapman - Clara Hawkins
- Fred Huntley - Ramon Lupo
- Monte Blue - Pedro Lupo